# Cryptassiminea surryensis
Cryptassiminea surryensis là một loài ốc có mài nhỏ, là động vật thân mềm chân bụng sống ở biển trong họ Assimineidae.